# 厚叶巴豆
厚叶巴豆（学名：Croton merrillianus）为大戟科巴豆属下的一个种。

## 扩展阅读
- 維基物種上的相關：厚叶巴豆